# Mediterranea inopinata
Mediterranea inopinata is een slakkensoort uit de familie van de Oxychilidae. De wetenschappelijke naam van de soort werd in 1887 voor het eerst geldig gepubliceerd door Josef Uličný.

## Kenmerken
Het kleine, rechtshandige slakkenhuisje is plat conisch. Het heeft een breedte (diameter) van 4 tot 6 mm en een hoogte van 2,0 tot 2,9 mm. Van opzij gezien lijkt de draad matig verhoogd. Er zijn 4½ tot 5 windingen die matig snel toenemen. De laatste winding is ongeveer twee keer zo breed bij de mond als de vorige winding. Het oppervlak is alleen plat gebogen, de naad is plat. De onderkant is vlak, het navelgebied is slechts licht verdiept. De navel is open maar smal. De mond is licht elliptisch afgeplat, afgezien van de snede van de vorige krans. Rechtstreeks van bovenaf gezien, lijkt het enigszins scheef en halvemaanvormig vanwege de sterke snit van de vorige winding. De mondrand is recht en spits toelopend naar de spilrand. In het gebied van de spilrand is deze kort omgevouwen en soms ook wat verdikt.
Het huisje is geelachtig wit tot amberkleurig en doorschijnend. De onderkant is ondoorzichtig. Het hoogglanzende oppervlak vertoont zeer fijne en onregelmatige groeilijnen. Het zachte lichaam is geelachtig wit. De voetzool is ongedeeld. Het middengedeelte is echter iets verhoogd en anders gekleurd. De ogen zijn rudimentair, met alleen een vage donkere vlek aan de bovenkant van de oculairs. De mantel vormt een kleine, tongvormige mantelflap aan de rechterzijde, die over de schelp ligt. De radula heeft 24 tot 28 elementen per dwarsrij. Er zijn 39 tot 42 dwarsrijen.

### Vergelijkbare soorten
Het slakkenhuisje van Mediterranea inopinata lijkt sterk op die van Vitrea subrimata. Het heeft echter bredere windingen en wordt ook iets groter in het volwassen stadium. Mediterranea depressa is beduidend groter. Het huisje van Mediterranea hydatina heeft een hogere draad en is iets meer navelstreng.

## Geografische spreiding en leefgebied
Het verspreidingsgebied strekt zich uit van Noord-Griekenland over bijna de hele Balkan tot Hongarije, Roemenië, Oost-Oostenrijk, Tsjechië, Slowakije, Zuid-Polen, West-Oekraïne en Moldavië. Er zijn ook enkele geïsoleerde afzettingen in centraal Polen. In het zuiden van Bulgarije komt de soort meestal voor tussen 100 en 400 meter boven zeeniveau, maar stijgt soms tot 2000 meter.
De dieren leven ondergronds in de humuslaag, onder stenen of aan de voet van zonovergoten rotsen, op droge en warme hellingen met loofbossen, maar ook dennenbossen. Maar het komt ook voor in gecultiveerd land. Het verdraagt ook langdurige droogte en grotere temperatuurschommelingen.